# Grodziec (Ozimek)
Grodziec (česky Friedrichův Hradec nebo Bedřichův Hradec, německy Friedrichsgrätz) je obec, která se nachází šest kilometrů severovýchodně od obce Ozimek a 28 km východně od krajského města Opolí. Obec uprostřed Krašejovského lesa byla založena českými exulanty v r. 1752. Středem protéká vodní kanál Białka. V roce 2021 měla obec 1335 obyvatel.

## Historie
V dobách míru po druhé slezské válce pruský král Friedrich II. zdokonaloval svou armádu, podporoval rodící se průmysl i vznik obcí v nově nabytém Slezsku. Pro nově zakládanou osadu českých exulantů bylo vybráno spáleniště v močálu Krašejovského lesa, nedaleko vznikající železárny nazvané německy Eisenhüttenwerk Malapane (později polsky Huta Małapanew). Zakladatelé obce museli vysušit bažiny vykopáním vodního kanálu vedeného středem plánované obce. Kolem plánované centrální cesty mělo být na každé straně 50 zemědělských usedlostí; prostřední parcely byly určeny pro kostel, faru a školu. Písčitá půda lesa se střídala s močály. Po vykopání pařezů neúrodná půda připomínala více poušť než pole. Ačkoli bylo českým rodinám nabídnuto 20 tolarů podpory, deset let daňové svobody a další drobná privilegia, obec se zalidňovala pomalu. Zpráva o nové kolonii se dostala do Čech a na Moravu, reakcí Vídně na zesílenou emigraci evangelíků ze země, kde panovala Marie Terezie, byl přípis ze dne 14.10.1752, ve kterém byl zpřísněn trest pro dopadené utečence a vyhlášena odměna pro úspěšného denuncianta ve výši 24 zlatých.
V létě 1752 si 33 českých rodin vylosovalo své parcely a králi byl oznámen vznik české kolonie pojmenované na jeho počest Friedrichův Hradec. V roce 1756 bylo obsazeno 71 míst, 67 hospodářů pocházelo z Čech, dva z Moravy, jeden z Uher a jeden z Polska. Z výnosů sbírek kazatele Václava Blanického byl v roce 1768 postaven kostelík. V roce 1796 bylo v obci sto usedlostí s 468 obyvateli. Po přelidnění „Hradce“ se lidé stěhovali do nové sousední kolonie (polsky Mnichus; založena byla v roce 1774) a později si v roce 1832 založili další osadu – Petrův Hradec. Obyvatele písčitá pole neuživila, přivydělávali si drobným řemeslem nebo pracovali v blízké železárně, jež byla v roce 1754 uvedena do provozu a byla první státní železárnou v Horním Slezsku. V roce 1845 byl v obci evangelický farní kostel, evangelická škola, lihovar, pivovar, lesní správa, 162 dalších domů a žilo zde 1117 osob. V roce 1890 byl postaven nový cihlový evangelický kostel.
V roce 1904 polovina města vyhořela. Obyvatelé škody napravili a v ještě v témže roce s pomocí Čechů-exulantů ze Sacken založili v blízkosti další českou kolonii – Wilhelmshort.
Při plebiscitu v Horním Slezsku v březnu 1921 hlasovalo 1239 obyvatel pro setrvání v Německé říši. Pro připojení k nově vytvořené druhé Polské republice bylo 13 obyvatel. Proto Friedrichův Hradec zůstal součástí Výmarské republiky v Německu. V roce 1939 zde žilo 1810 obyvatel.
V lednu 1945 byl Friedrichův i sousední Petrův Hradec kvůli válce evakuován a celou oblast obsadila Rudá armáda. Když se evakuované české rodiny vrátily, jejich usedlosti byly obsazeny Poláky, kteří byli vysídleni z území, které na východě připadlo Sovětskému svazu. Obec se dostala pod polskou správu, byla přejmenována na Grodziec a české obyvatelstvo bylo ze svých usedlostí vyhnáno. Většina nalezla útočiště v Německu. Teprve před Vánocemi, dne 17. prosince 1945, byl zbytek bezprizorních potomků českých exulantů repatriován do pohraničí ČSR (Nejdek, Chodov a okolí).

## Hřbitov
Po válce byly veškeré zdejší české archiválie zničeny a česká část hřbitova zpustošena. Otto Štěřík (přímý potomek zakladatelů tohoto města) se svou manželkou Editou a s pomocí místního faráře Edmuda Cisaka (1930–2022, od roku 2018 čestný občan města) se zasloužili o záchranu hrobů českých evangelických pastorů Petra Šikory (zakladatele Petrova Hradce) a Josefa Štorcha.

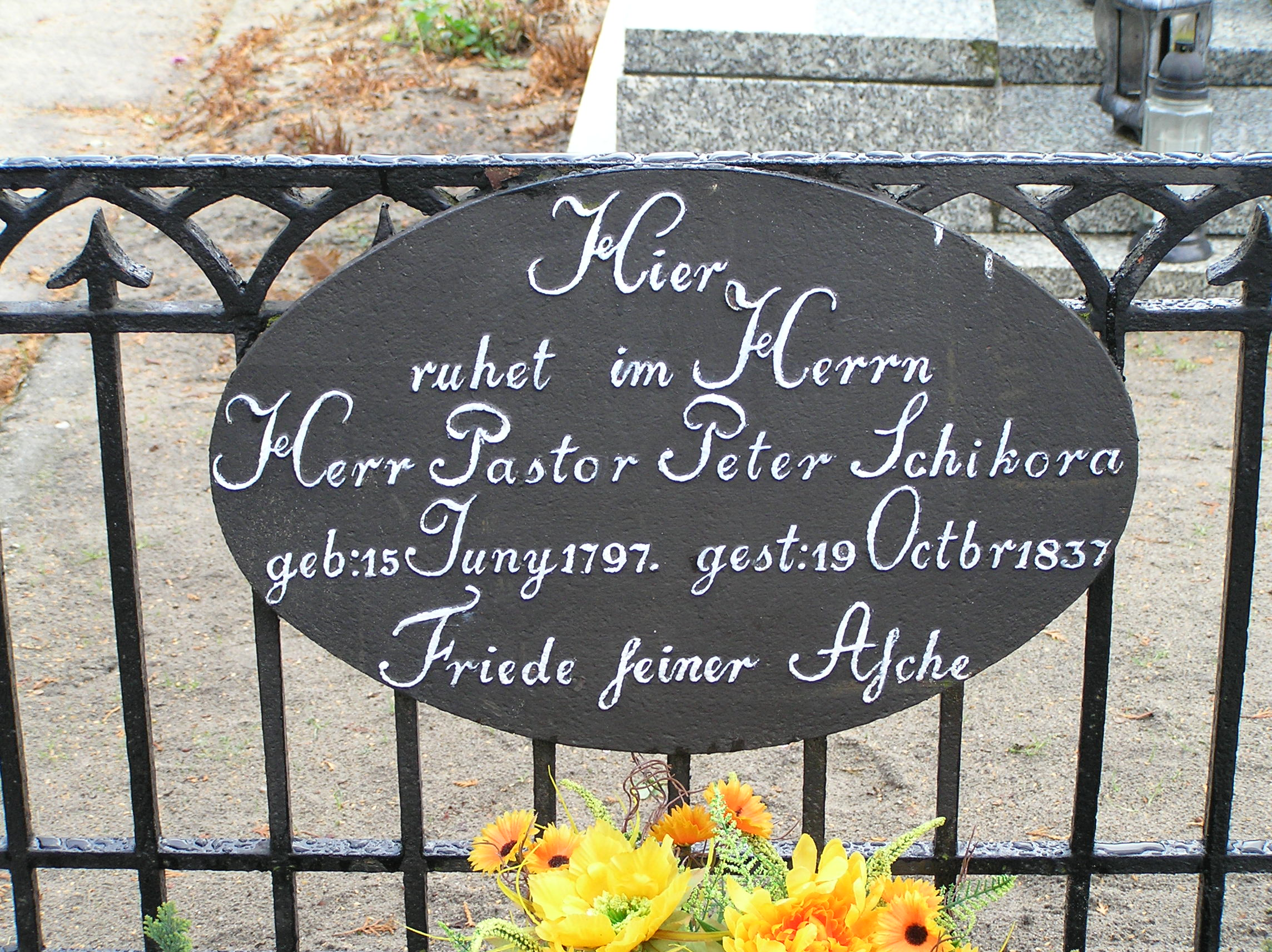
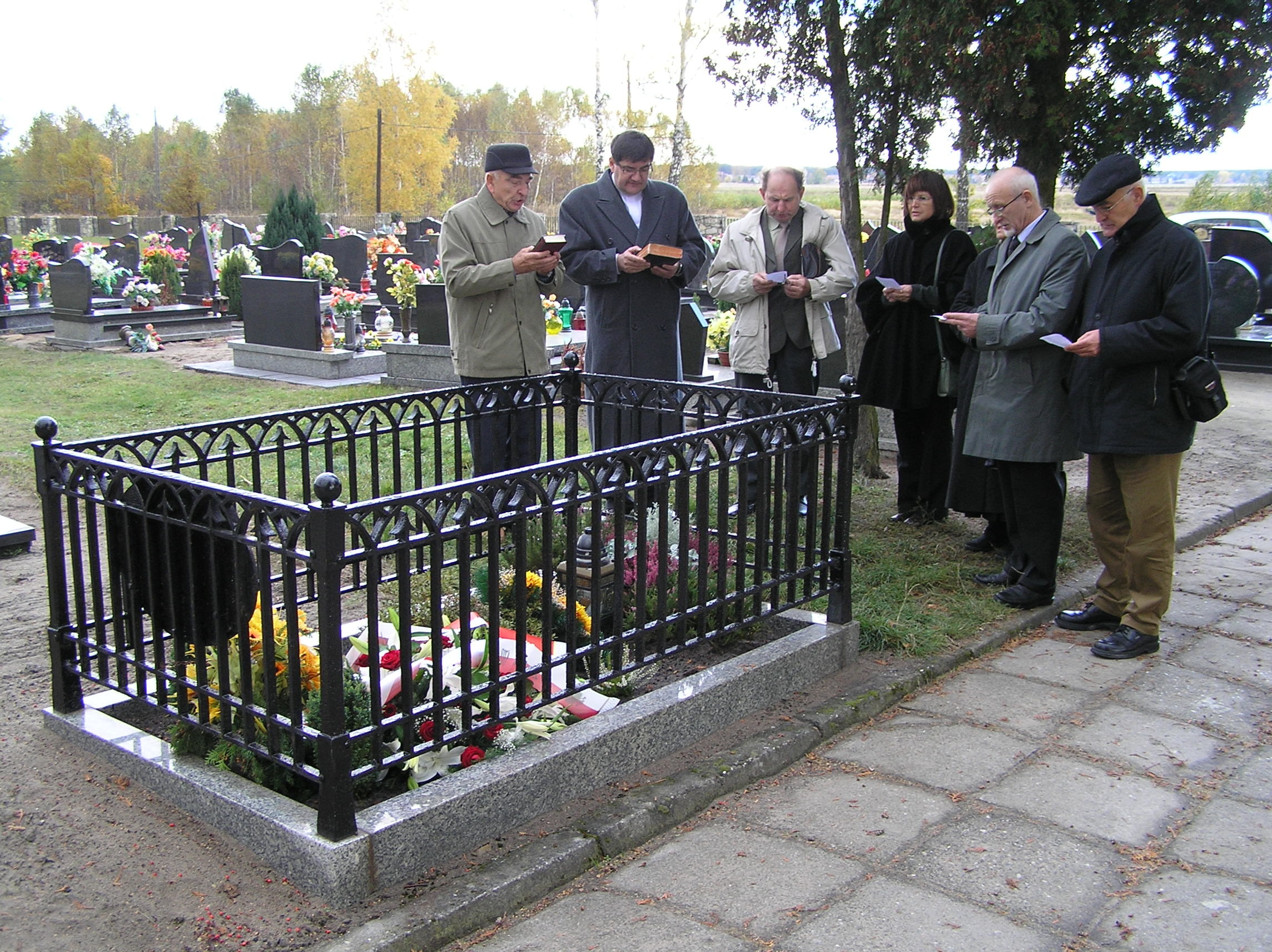
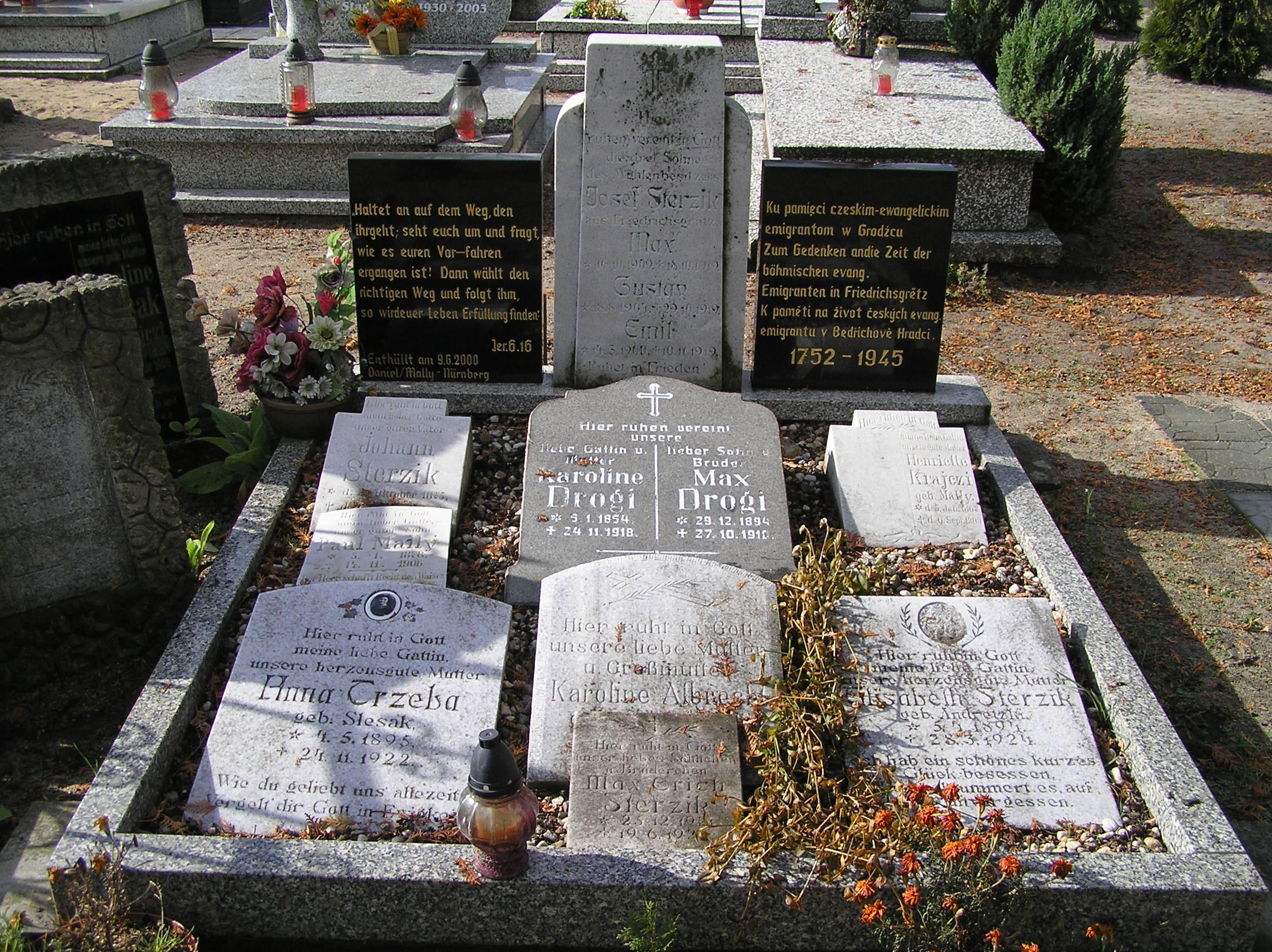